# David Peña Dorantes

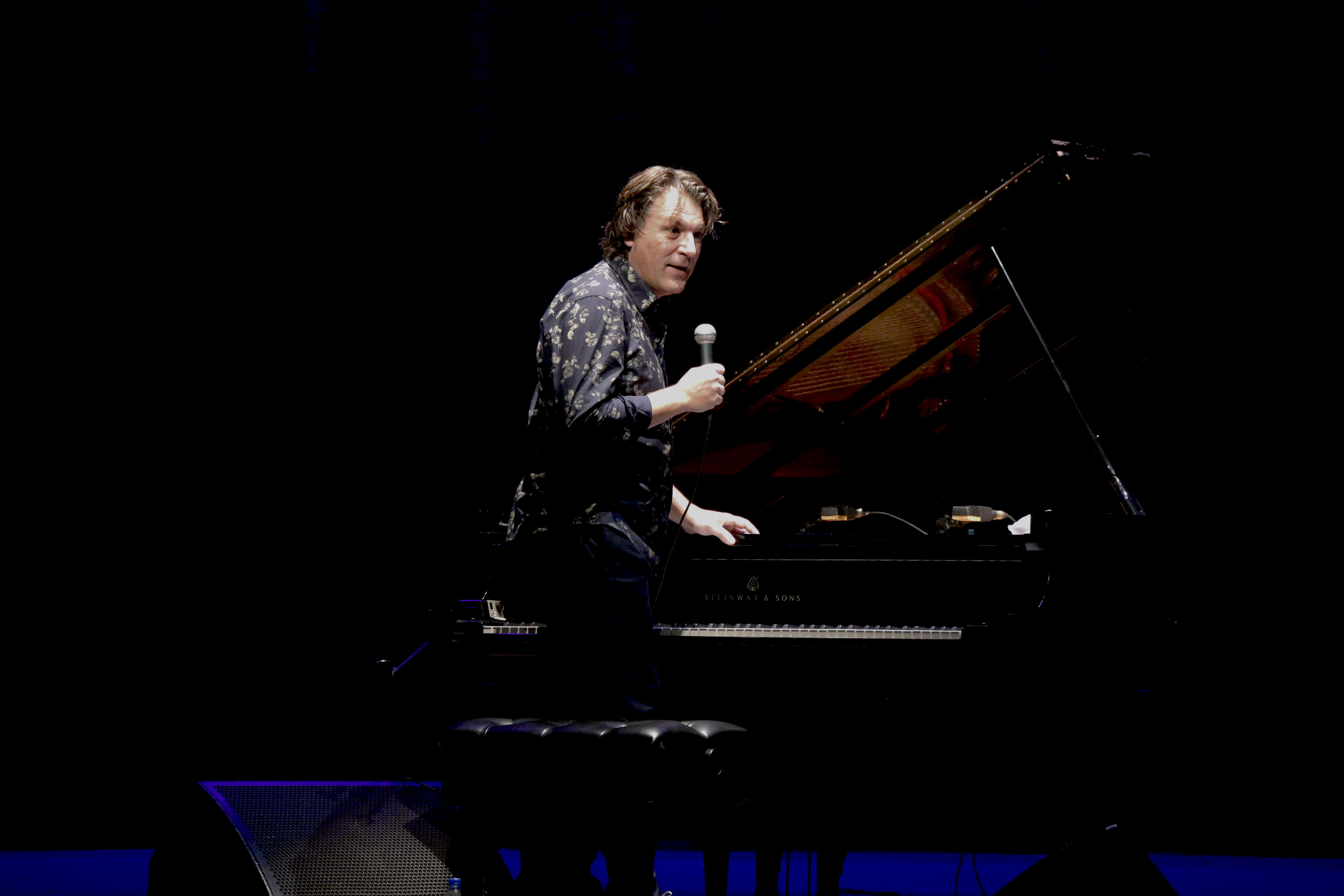
David Peña Dorantes (2016)

David Peña Dorantes (* 1969 in Lebrija) ist ein spanischer Flamencomusiker (Piano, Komposition). Er ist im Bereich des Flamenco nuevo tätig.

## Leben und Wirken
David Peña Dorantes, später oft nur Dorantes genannt, stammt aus der bekannten Flamencofamilie der „Peña“. Im Haus seiner Großmutter väterlicherseits, La Perrata, gab es ein Klavier, auf dem er schon als Kind zu spielen begann. Zunächst lernte er aber Gitarre (auf der er als Kind sogar mehrere Wettbewerbe gewann). Im Alter von zehn Jahren wendete er sich dem Klavier zu und begann, die Strukturen zu entwickeln, auf denen die heutige Entwicklung des Flamencoklaviers beruht. Als einer der ersten Gitano, die eine akademische Ausbildung erhielten, absolvierte er das Konservatorium von Sevilla.
Im Alter von 22 Jahren gab er sein Debüt im Alcázar-Palast von Sevilla in Anwesenheit des Königs und der Königin von Spanien. Sein erstes Album, Orobroy erschien 1998 und wurde im Folgejahr mit dem Preis Flamenco Hoy als bestes Instrumentalalbum des Jahres ausgezeichnet. Zuvor wurde er zum Jazz Plaza Festival in Havanna eingeladen. 2001 folgte sein Album Sur, das in Paris, Sevilla und Sofia aufgenommen wurde und 2003 wiederum den Preis Flamenco Hoy für das beste Instrumentalalbum erhielt. 2003 eröffnete er das Womex-Festival und die Feria Mundial del Flamenco. 2004 veröffentlichte er die DVD Flamencos del Siglo XXI, die live beim Festival Etnosur aufgenommen wurde (Preis Flamenco Hoy 2004 für die beste Flamenco-DVD des Jahres). Im Jahr 2005 komponierte er das Musikstück Lisistrata für Orchester im Auftrag des Nationalballetts von Tokio und trat in der Royal Albert Hall in London mit El Cigala auf. Mit dem Nationalorchester von Tokio hatte 2008 seine Sur Sinfónico Premiere. Seine Flamenco Sinfónico wurde 2009 wiederholt mit großem Erfolg aufgeführt.
Dorantes drittes Album Sin Muros! wurde 2012 veröffentlicht; zuletzt erschien das Album El tiempo por Testigo. Dorantes hat mit Lole Montoya, Alba Molina,  El Barrio, Carmen Linares, José Mercé, Renaud Garcia-Fons (Paseo a dos 2015) und dem Taksim Trio zusammengearbeitet. Er ist auch auf Alben von José Ángel Hevia, Esperanza Fernández, Susheela Raman, Nolasco, Arcángel, Miguel Poveda, Joana Jiménez und Clara Montes zu hören.